# Soldat de cuera
1: Jaqueta de cuir de set capes 
3: Carrabina 
5: Llança 
7: Broquer 
9: Estreps de fusta 

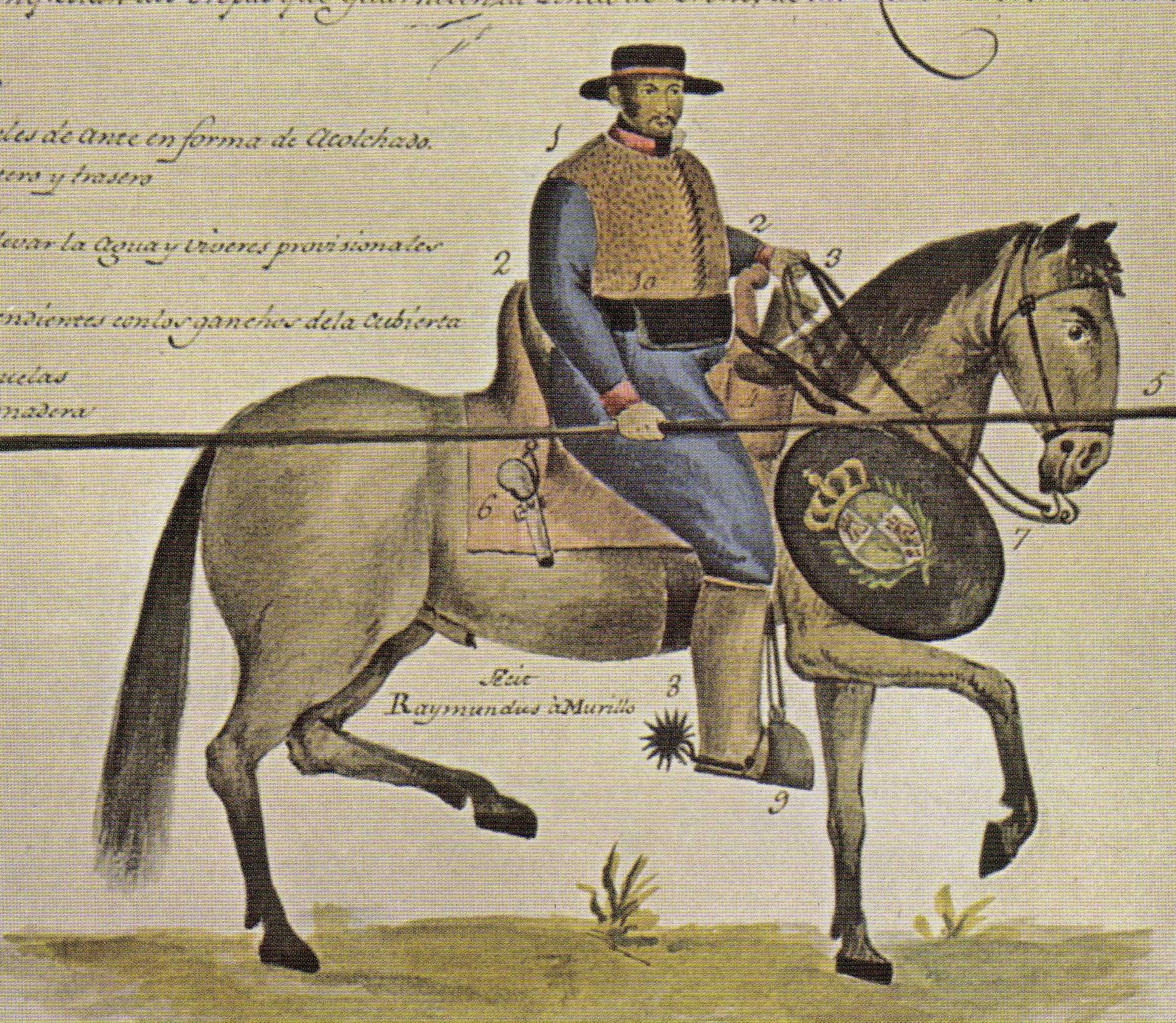
Soldat de cuera 1: Jaqueta de cuir de set capes 2: Pom de la sella 3: Carrabina 4: Bossa de la sella 5: Llança 6: Pistoles penjades a cada costat de la sella 7: Broquer 8: Botes i esperons 9: Estreps de fusta 10: Caixa cartutxera

El soldado de cuera (de soldat de jaqueta de pell) va servir en les guarnicions frontereres del nord de Nova Espanya. Anaven a cavall i van ser un cos exclusiu de l'imperi espanyol. Van prendre el seu nom de la capa de pell de cérvol acamussada que portaven com a protecció contra les fletxes índies. Quan el visitador de Nova Espanya, José de Gálvez va organitzar l'Expedició de Portolà, el grup de Gaspar de Portolà constava d'una tropa de 25 soldats de cuera. La majoria procedents de Sinaloa.

## Tropes dels presidios
Els soldats de cuera eren tropes de cavalleria molt efectives i frugals, de gran valor en combat. Cada soldat disposava d'un grup de cavalls de recanvi (de l'ordre de mitja dotzena).
Altres soldats dels presidios eren dragons. Els dragons es desplaçaven a cavall però, generalment, lluitaven a peu. Cada soldat disposava de dos cavalls. les mules s'usaven com a muntures i com a bèsties de càrrega. El voluntaris catalans (soldats de la Companyia Franca de Voluntaris de Catalunya) eren dragons. Hi ha documents que indiquen que anaven armats amb carrabines (amb canó d'ànima estriada), de més abast i precisió que les escopetes de cavalleria.

### Reglament
- 1772. Reglament per als presidios de Califòrnia.[5][6]

| « | 1. Las armas del soldado de presidio han de constar de espada ancha, lanza, adarga, escopeta, y pistolas; la espada ha de, ser del tamaño y hechura que usa la demás caballería de mis ejércitos; las moharras de las lanzas han de tener un pie de toesa de largo, y pulgada y media de ancho, bien reforzadas en el centro, de suerte que formen lomo, y cortantes por ambos lados, con una virola correspondiente, para detener la demasiada introducción, y facilitar su retroceso y repetición de golpes. La adarga no variará de las que usan en el dia; la escopeta, igualmente que las pistolas, estarán montadas, y tendrán las llaves á la española; el cañón de la escopeta tendrá de largo tres pies de toesa, y sobre esta proporción se arreglará la encepadura, de modo que quede el arma equilibrada cuando se apunte. Los cañones de las pistolas no excederán de diez pulgadas; el calibre de unas y otras de diez y seis adarmes; los rastrillos de las llaves serán del mejor temple para que resistan á la violencia del sol; los ganchos de las pistolas han de ser muy seguros y reforzados. 2. Cada uno de los indios exploradores tendrá una pistola, adarga, y lanza, además de su arco y carcax de flechas; y entre todos treinta caballos y cinco mulas. | » |
| — REGLAMENTO E INSTRUCCIÓN PARA LOS PRESIDIOS QUÉ SE HAN DE FORMAR EN LA LINEA DE FRONTERA DE LA NUEVA ESPAÑA. Resuelto por el Rey Nuestro Señor en cédula de 10 de Setiembre de 1773. | |   |

#### Escopetes
Alguns estudiosos del tema indiquen que les escopetes dels presidios eren d'ànima llisa. Sembla difícil de creure (considerant els voluntaris catalans i la tradició catalana d'armes estriades) que no hi hagués armes d'ànima estriada entre les tropes californianes. I més quan hi ha documentació diversa sobre l'existència d'algunes "escopetas ripoleñas" (de Ripoll) a Califòrnia.
- 1675. “Gispeliers” francesos, armats amb carrabines inspirades en les de “xispa” catalanes. Sébastien Le Prestre de Vauban insistia que les "gispes" catalanes eren millors que els fusells de l'època.[10][11]
- 1678. Elogi de les “gispes” catalanes.[12]

| «                                                                                          | “... m'envoyerent dire qu'ils voyoient un homme dans le grand chemin de Barcelonne à Gironne, qui avoit la mine d'estre quelque chose, & à qui l'on voyoit une gispe sur l'épaule, qui est une espece de fusil, mais beaucoup meilleur & plus juste.”. …m'enviaren a dir que veien un home al camí ral de Barcelona a Girona, que tenia tota la pinta de ser algú important, i que duia una “xispa” penjada a l'espatlla, que és una mena de fusell, però millor i més precís… | » |
| — Relation de ce qui s'est passe en Catalogne. -Paris, G. Quinet 1678 Per..... de Caissel. | |   |

## Equipament

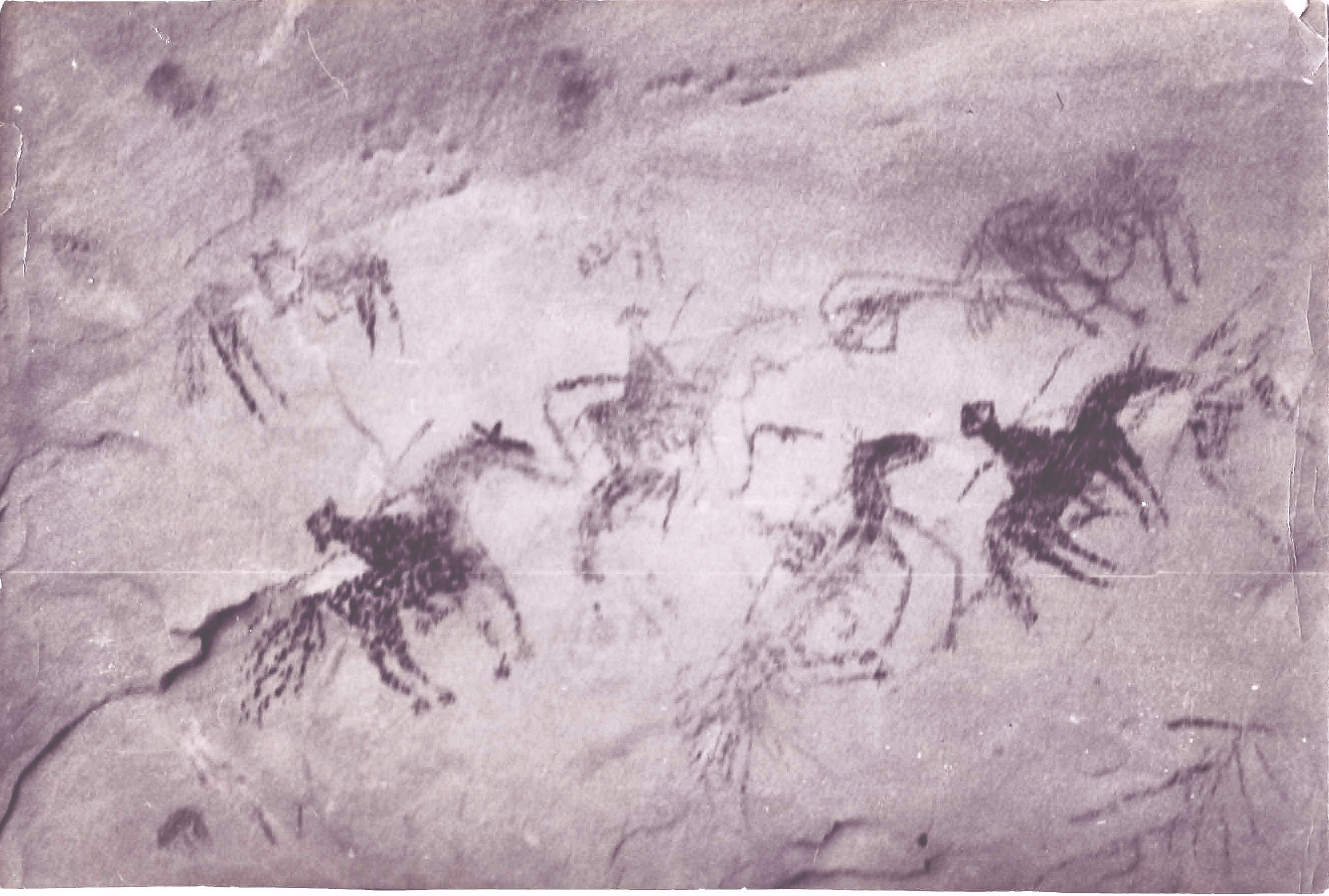
Dibuix al carbó de soldats de cuera d'una cova Navajo, data del dibuix desconeguda.

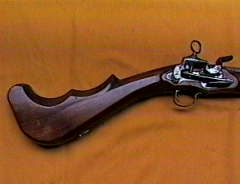
Escopeta amb "pany de miquelet" amb una culata inusual, possiblement per a l'ús de soldats dels Presidis de Califòrnia.

Estaven armats amb una escopeta curta (amb pany de rastell i de tres peus de canó), un parell de pistoles, una espasa curta, una llança i un escut o adarga. Aquests soldats fronterers eren reclutats entre la població mestissa, els indis hispànics i els esclaus lliures. La majoria dels oficials eren Criolls, mentre que molt pocs dels homes enrolats tenien aquesta distinció. Els soldats de cuera van protegir els presidis que s'estenien des de Los Adaes, Louisiana, a l'est, a través de Texas, Nou Mèxic i Arizona, fins a la costa del Pacífic de l'Alta Califòrnia a Occident.
| « | La cuera, que els va donar el seu nom, era una jaqueta de cuir, com un abric sense mànigues, una protecció contra les fletxes dels indis, excepte en un rang molt proper. Per a armadures addicionals tenien escuts o xapes. Els escuts, portats sobre el braç esquerre, estaven fets de dues fulles de pell de brau, i repelien tant fletxes com llances. Uns davantals de cuir, enganxats a la part alta de la sella, els protegeixen les cames i les cuixes de les espines dels cactus. | » |

### Descripció de Miquel Constançó
- 1770. Soldats de Cuera de Califòrnia lloats per Miquel Constançó.[16]

| « | Los Soldados del Presidio de Californias, de quienes la justicia y la equidad nos obligan a decir, que trabajaron infinito en esta Expedición, usan de dos géneros de armas, ofensivas y defensivas : las defensivas son la Cuera y la Adarga. La primera cuya hechura es semejante a la de una Casaca sin mangas, se compone de seis, o siete azes de pieles blancas de Venado agamuzadas, impenetrable á las flechas de los Indios, como no estén disparadas de muy cerca. La Adarga es de dos hazes de cuero de Toro crudo, se maneja con el brazo izquierdo, y desvian con ella las jaras, o flechas, defendiendose el Ginete a sí, y a fu Caballo: usan ademas de las dichas una especie de delantal de baqueta prendido á la cabeza de la sill con cayda a uno y otro lado, que llaman armas o defensas, que les cubren los muslos, y piernas para no lastimarse, corriendo en el Monte. Sus armas ofensivas son la lanza, que manejan diestramente a caballo, una espada ancha, y una Escopeta corta que llevan metida y afianzada en su funda. Son Hombres de mucho aguante, y sufrimiento en la fatiga; obedientes, resueltos, ágiles, y no dificultamos decir que son los mayores Ginetes del Mundo, y de aquellos Soldados que mejor ganan el Pan al Augusto Monarca a quien sirven. | » |
| — Diario histórico de los viages de mar, y tierra hechos al norte de la California. Miquel Constançó. 1770.) | |   |

### Una arma oblidada: el llaç
El llaç escorredor era una eina indispensable dels soldats de cuera. L'empraven per a lligar cavalls o capturar bestiar. I, si calia, podien convertir-la en una arma mortal. En la seva vessant negativa, molts d'aquells soldats empraven el llaç per a capturar noies i dones ameríndies per a forçar-les. El mateix pare Juníper Serra i altres missioners es queixaren d'aquest comportament.

#### Anècdotes del llaç
- El frare missioner Magí Català i Guasch era un genet excel·lent i, quan encara tenia salut, acompanyava els joves californios a caçar ossos bruns de nit capturant-los amb el llaç.[20]